# Wiązowna Kościelna
Wiązowna Kościelna – część wsi Wiązowna w Polsce położona w województwie mazowieckim, w powiecie otwockim, w gminie Wiązowna.
1 stycznia 2014 roku miejscowość została przyłączona do wsi Wiązowna, stając się jej integralną częścią.
W latach 1975–1998 miejscowość administracyjnie należała do województwa warszawskiego.